# Hypocometa bathylima
Hypocometa bathylima är en fjärilsart som beskrevs av Louis Beethoven Prout 1932. Hypocometa bathylima ingår i släktet Hypocometa och familjen mätare. Inga underarter finns listade i Catalogue of Life.